# Gonia melanura
Gonia melanura är en tvåvingeart som först beskrevs av Jean-Baptiste Robineau-Desvoidy 1830.  Gonia melanura ingår i släktet Gonia och familjen parasitflugor.
Artens utbredningsområde är Frankrike. Inga underarter finns listade i Catalogue of Life.